# Касба (езеро)
Езерото Касба (на английски: Kasba Lake) е 4-то по големина езеро в Северозападни територии. Част от източната му половина попада в територия Нунавут. Площта му, заедно с островите в него е 1341 км2, която му отрежда 34-то място сред езерата на Канада. Площта само на водното огледало без островите е 1317 км2. Надморската височина на водата е 336 м.
Езерото се намира в югоизточния ъгъл на Северозападните териториии югозападния ъгъл на територия Нунавут. Дължината му от север на юг е 72 км, а максималната му ширина – 25 км.
Касба има силно разчленена брегова линия, с множество заливи, полуострови, канали острови с площ от 24 км2, като по-големите са: симонс, Готе, Кей, Уайт Партридж и др.
През езерото от юг на север протича река Казан, вливаща се от юг в езерото Бейкър.
На западното крайбрежие на езерото има сезонно функциониращо летище, използвано от любители на лова и риболова в района.
Езерото е открито вероятно от Самюъл Хиърн, служител на компанията „Хъдсън Бей“ през 1771 г. по време на похода му на север към река Копърмайн.
За първи път е изследвано и картирано през 1894 г. канадският геолог и картограф Джоузеф Тирел.